# Діонісій Александрійський
Діонісій Александрійський (грец. Διονύσιος Αλεξανδρείας, Діонісій Великий, грец. Ϫ ιονύσιος ὁ ΜέΥας; 265 рік) — єпископ Александрії, вшановується в лику святих як священномученик. День пам'яті в православній церкві — 5 жовтня (за юліанським календарем), в католицькій церкві — 17 листопада.

## Життєпис
Діонісій був навернений до християнства знаменитим учителем Церкви Оригеном (III століття) у зрілому віці й став його найвидатнішим учнем. Згодом (бл. 232 р.) очолив Александрійську школу, а потім, в 247 році, поставлений на єпископа Александрії. Жив під час гонінь від імператорів Деція (249—251) і Валеріана (253—259). Автор першої Пасхалії, відомий своєю великою листуванням, а також полемікою з єретиками монархіанамі.
Підтримуючи вчення Кипріана та Африканського синоду про повторне хрещення єретиків, він посилав різним людям безліч листів, що збереглися донині. Один з листів — «Про покаянні» — він написав Фабіану, єпископу церкви в Антіохії, інше — римлянам через нарочного Іполита, два листи Ксісту, який успадкував владу у Стефана, а також два листи Филимона і Діонісія, пресвітерам церкви в Римі, і ще одне вищезазначеного Діонісію, згодом єпископа Риму, а також Новаціану, висловлюючи своє ставлення до заяв про недобровільний посвяченні новаціан в сан єпископа Риму. Є й інше його послання до Діонісію і Дідім і багато урочистих послань з нагоди єврейської Пасхи, написаних у піднесеному стилі. Є послання до Олександрійської церкви «Про вигнання», послання до єпископа Єгипту Іераксу і інші листи: «Про смерть», «Про суботи», «Про гімнасії», а також лист Гермаммону та іншим про гоніння Деция, дві книги проти Непота, єпископа, який писав про настання тисячолітнього царства Христова на землі. Серед інших тем, які він ретельно розглядав, — Одкровення Іоанна Богослова. Він також виступав проти Савелія, писав єпископу Береніки Аммону, Телесфор, а також Евфранору, чотири книги єпископу Римському Діонісію, лаодікійцам — «Про покаянні», Оригену — «Про мучеництві», вірменам — «Про покаянні» та «Про гріхах», Тимофію — «Про природу», Евфранору — «Про спокусу», багато листів Василіда, в одному з яких він стверджує, що почав писати тлумачення на Проповідника. Збереглося також чудове послання, спрямоване проти Павла Самосатского, написаний ним за кілька днів до смерті. Помер Діонісій на дванадцятому році правління Галлієна в 264 або 265 році.